# Koskenkorva
La Koskenkorva est une boisson alcoolisée finlandaise proche de la vodka traditionnelle produite par Altia Oyj dans la distillerie de Koskenkorva (fi) à Ilmajoki, en Ostrobotnie du Sud.

## Fabrication
L'alcool de grain d'orge est produit à l'aide d'une distillation continue en 200 étapes conçue pour produire de l'éthanol industriel de haute pureté.
La boisson est produite en diluant cet alcool avec de l'eau de source et une très petite quantité de sucre. 
En Finlande, elle n'est pas appelée "vodka", mais viina, bien que le mot "vodka" se trouve sur l'étiquette en raison des réglementations de l'Union Européenne.
La vodka Koskenkorva  est la même boisson, mais avec 40% ou 60% d'alcool au lieu des 38% traditionnels, destinée aux marchés étrangers.